# Gesang Martohartono
Gesang Martohartono (* 1. Oktober 1917; † 20. Mai 2010 in Surakarta, Jawa Tengah, Indonesien) war ein indonesischer Musiker und Komponist.

## Biografie
Gesang, der keine Musiknoten lesen konnte, begann seine Laufbahn als Musiker und Komponist von Keroncong, einer portugiesisch beeinflussten Musikrichtung.
Bereits kurz danach komponierte er 1940 mit dem Keroncong-Klassiker Bengawan Solo (Solo-Fluss) sein bekanntestes Lied. Dieses Lied wurde nach seiner Erstveröffentlichung sowie dem Spielen im Lokalradio SRV nicht nur in Indonesien bekannt, sondern auch in Japan und anderen asiatischen Ländern. Dabei erreichte es breite Bekanntheit insbesondere während der Okkupation Javas durch die Kaiserlich Japanische Armee während des Zweiten Weltkrieges.
Zu seinen weiteren bekannteren Liedern zählen Tangan („Hand“), 1941, Tirtonadi, 1942, und Jembatan Merah („Rote Brücke“, über die älteste Brücke in Surabaya), 1943.
Nach der Souveränität Indonesiens erhielt er nach der Eröffnung der Regionalstation von Radio Republik Indonesia in Surakarta 1950 sein eigenes Keroncong-Radioprogramm.
2003 erhielt er für sein Lebenswerk den Preis des Indonesian Records Museum sowie im Jahr 2004 einen Preis dafür, dass sein Lied Bengawan Solo das indonesische Lied mit den meisten Coverversionen ist.